# Palacete Palmeira

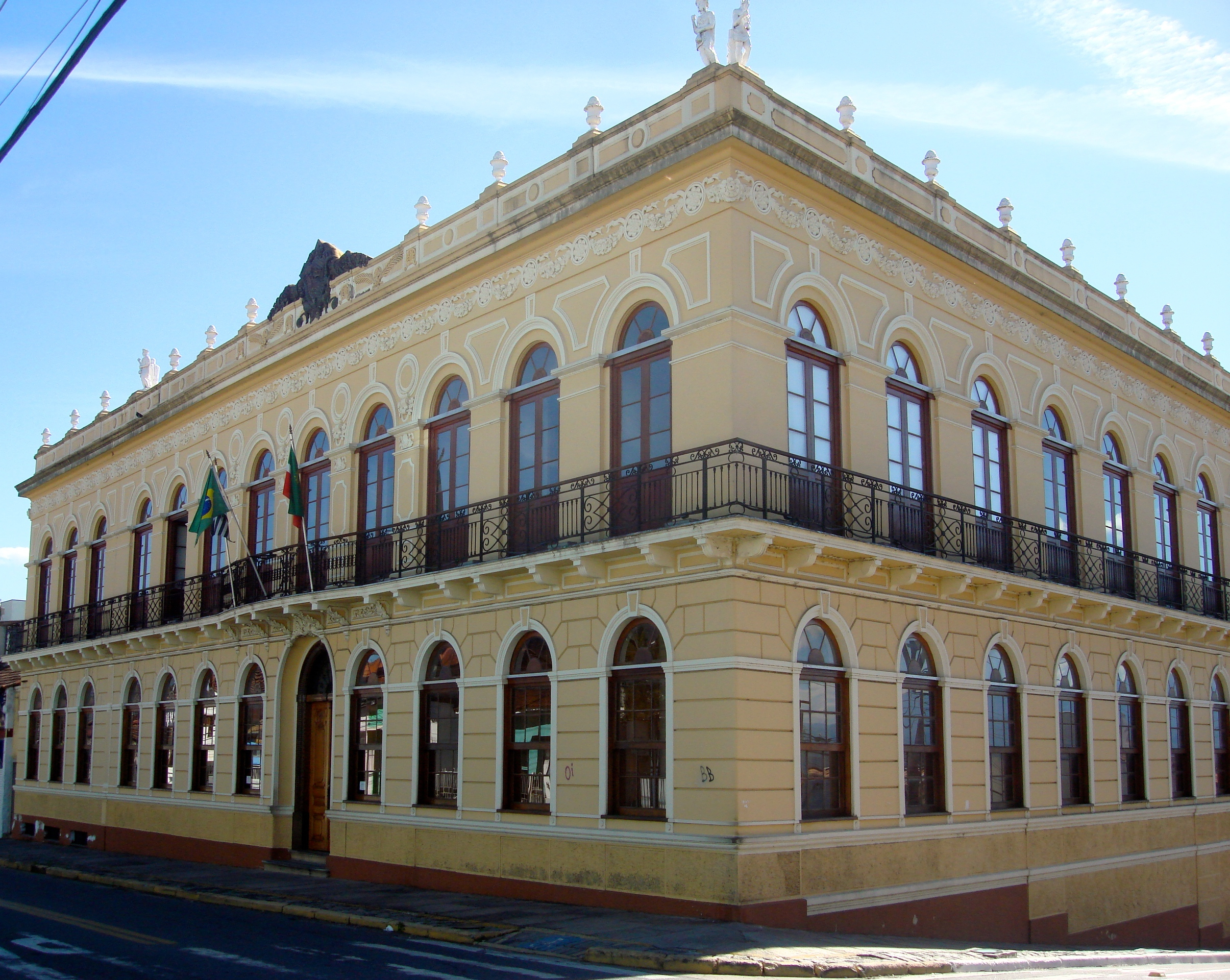
Palacete Palmeira - Fachada

O Palacete Palmeira está localizado no município de Pindamonhangaba, no estado de São Paulo. É uma construção do século XIX. Foi tombado pelo Conselho de Defesa do Patrimônio Histórico, Arqueológico, Artístico e Turístico (CONDEPHAAT) em 1969.

## História
O Palacete Palmeira pertenceu à Antônio Salgado Silva, Visconde de Palmeira. Estima-se que sua construção foi em meados do século XIX, entre 1850 e 1864. Serviu de residência da família do Visconde até 1913. Foi projetado pelo construtor português Francisco Pereira de Carvalho.
Após o falecimento do Visconde, a propriedade foi herdada por Antônia Salgado Filho, casada com Eloi Bicudo de Varella Lessa e em virtude do seu marido, o palacete também foi chamado de Solar do Barão de Lessa. Em posse do Barão de Lessa, este implementou a sede da “Escola de Pharmacia e Odontologia” no palacete. 

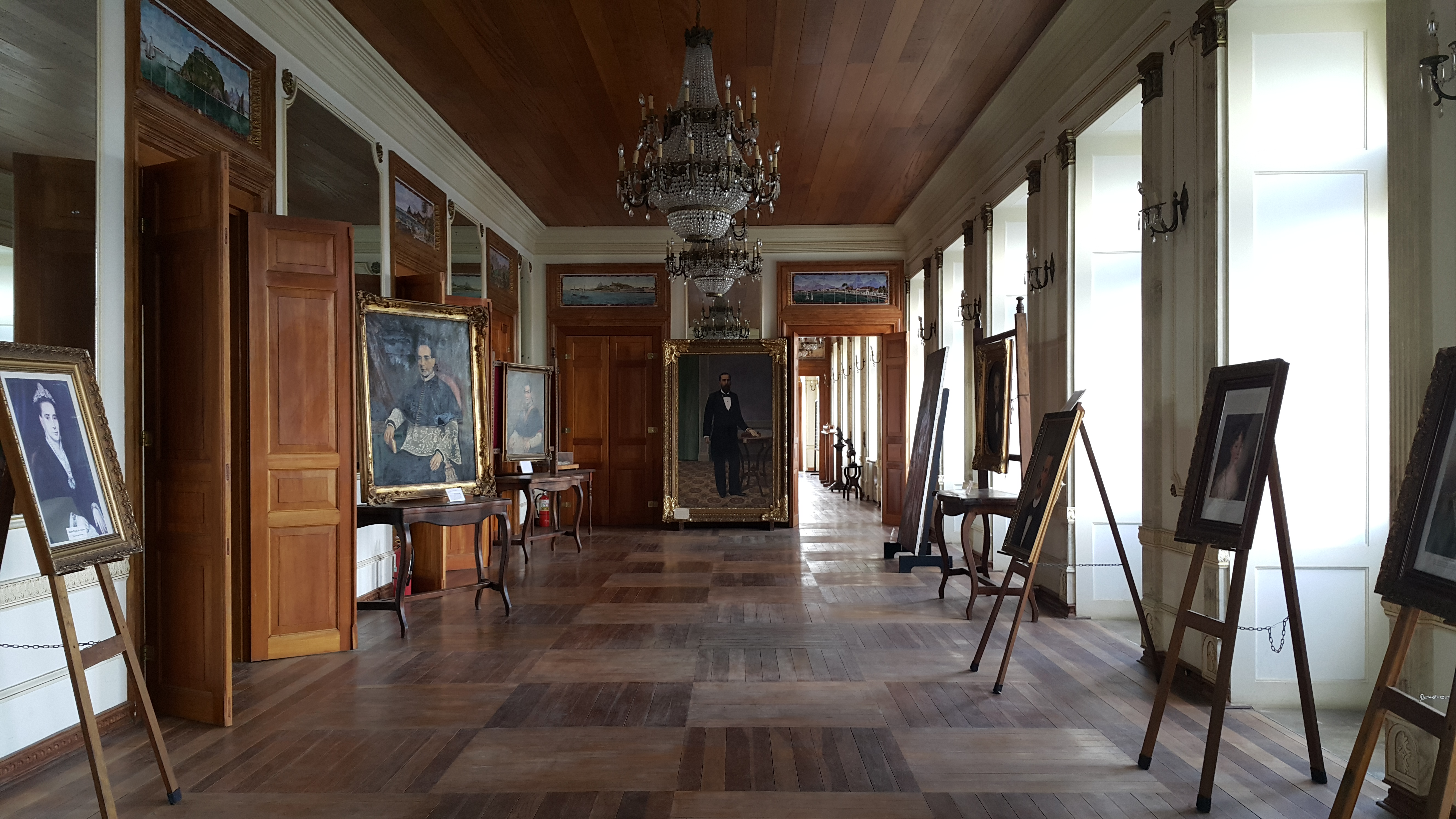
Palacete Palmeira - Salão

Em 1923 foi adquirida pela escola, que depois a doa para a Santa Casa de Misericórdia de Pindamonhangaba. A partir de então, é instalado o Ginásio Municipal e a Escola Normal “João Gomes de Araújo”.
Em 1932, durante a Revolução Constitucionalista, suspenderam as atividades escolares e instalaram no local o hospital de sangue, retornando às atividades de ensino após o conflito.
Em 1950, o município adquire o palacete da Santa Casa de Misericórdia para doá-lo ao Governo do Estado. Em 1958 foi instalado no palacete o Museu Histórico e Pedagógico D. Pedro e D. Leopoldina, mas ainda funcionava junto com a escola. Após seu tombamento em 1969, passa por um processo de reforma para que o museu ocupe todo o palacete.

## Arquitetura

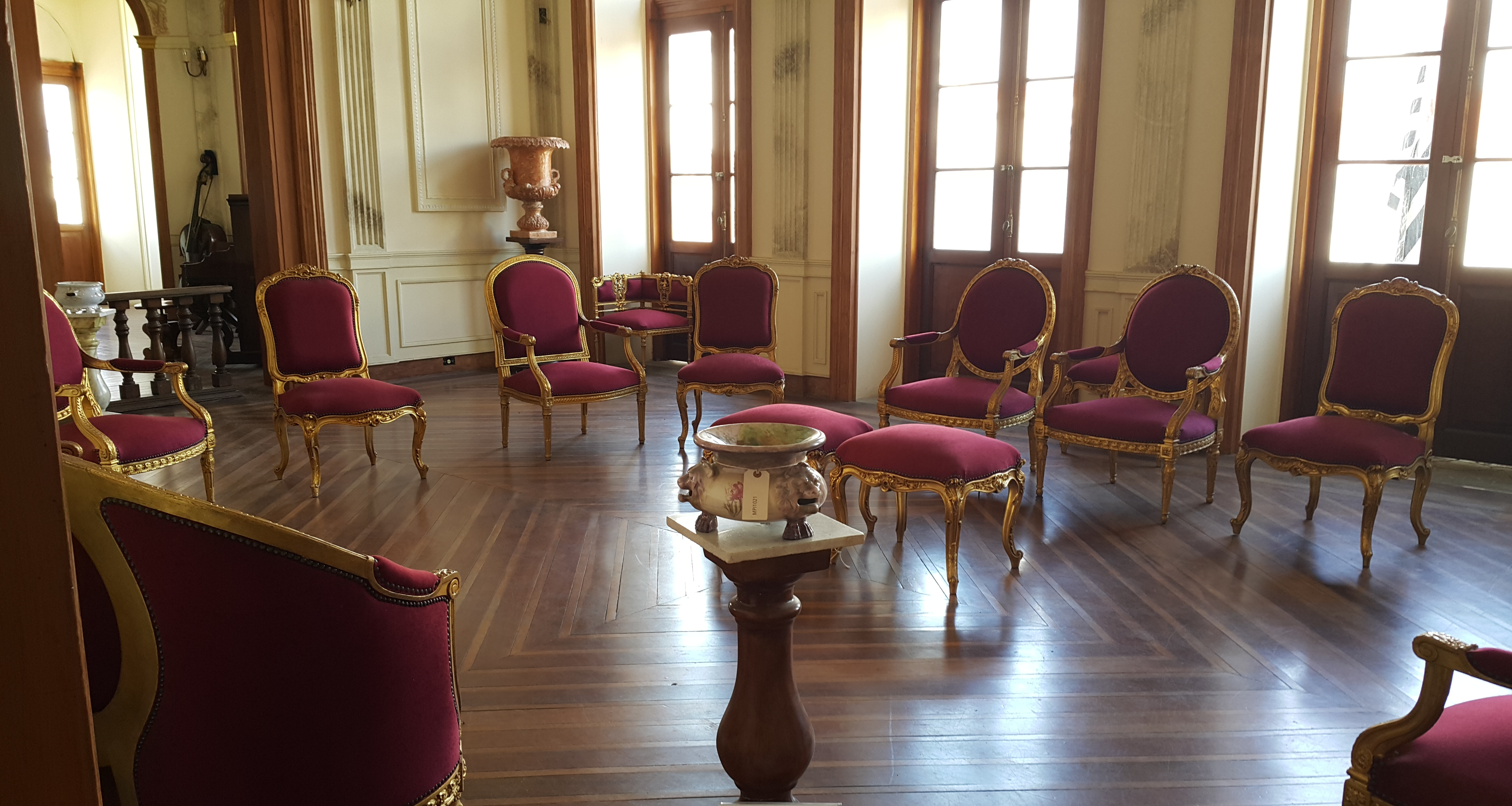
Palacete Palmeira - Cômodo

O Palacete Palmeira foi construído no estilo neoclássico eclético, com dois pavimentos. Suas fachadas principais extremamente ornamentadas, com
muitas janelas o que permite uma boa iluminação dentro da residência. Sua platibanda decorada com pinhas e esculturas de louça. Suas sacadas contínuas possuem piso de mármore de Carrara, com grades de ferro trabalhado. Acima da porta principal encontra-se o 
brasão do Visconde de Palmeira. 

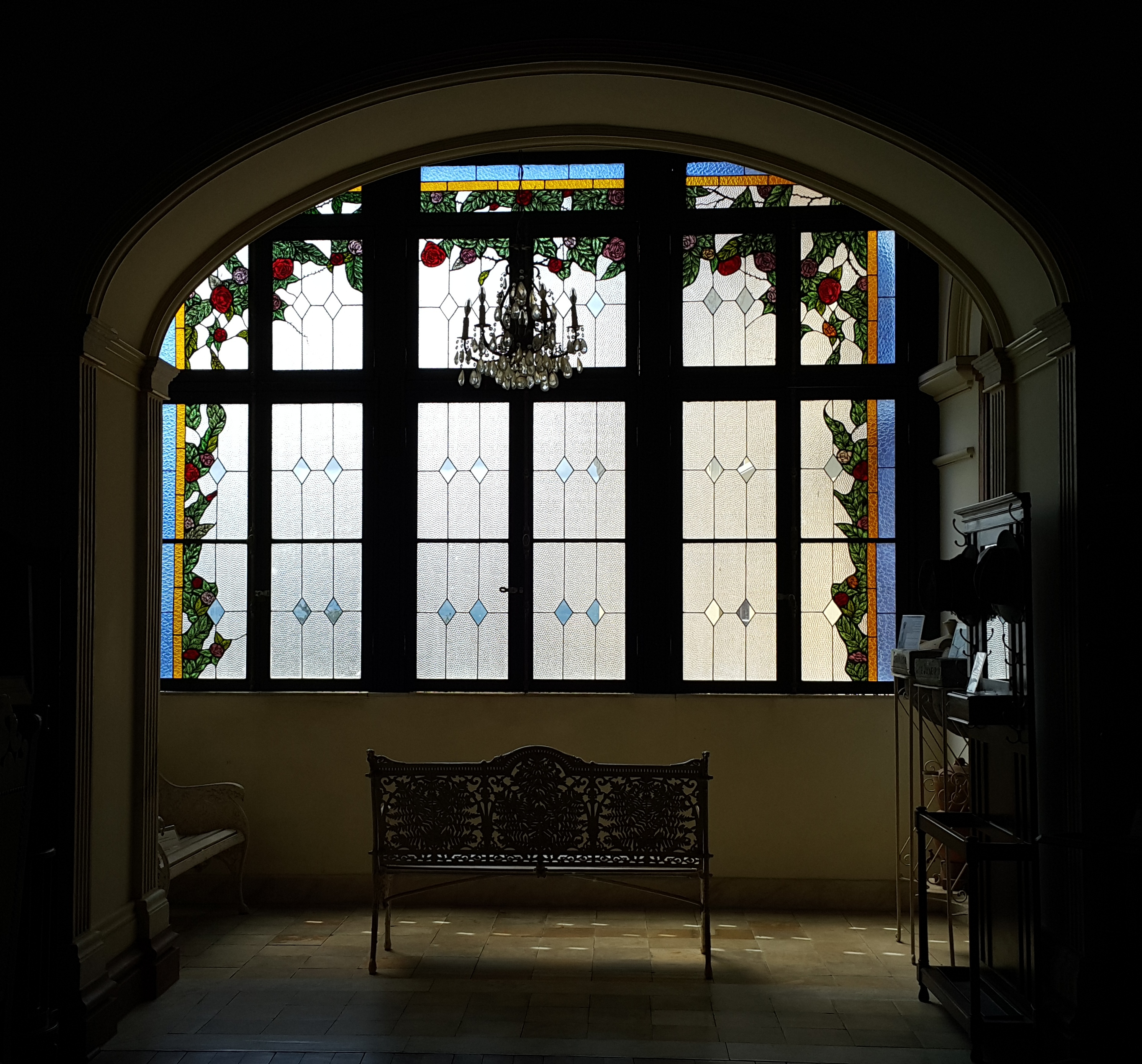
Palacete Palmeira - Vitral

Suas paredes externas foram erguidas em taipa de pilão e as paredes internas em pau-a-pique, executadas por Chiquinho do Gregório. O saguão de entrada é iluminado por uma abóbada de vidro e possui uma imponente escadaria abaixo dele. Os lustres não são da época da construção, pois não havia energia elétrica naquele período. Eles foram implementados depois, já quando abrigavam as escolas.
O palacete possui um salão para jantares e festas em cada um dos pavimentos, além de imensos cômodos e muitas alcovas. Possui também uma varanda interna com colunas de ferro fundido e um belo vitral, dando acesso ao quintal. Os vitrais e as pinturas não são originais, mas foram feitos com base em antigas fotografias.